# Opostega chalinias
Opostega chalinias là một loài bướm đêm thuộc họ Opostegidae. Nó được Edward Meyrick miêu tả năm 1893. Nó được tìm thấy ở Tasmania ở Úc.
Con trưởng thành bay vào tháng 1.